# Shirley Bloomer
Shirley Bloomer Brasher (ur. 13 czerwca 1934 w Grimsby) – brytyjska tenisistka, mistrzyni French Open, w 1957 roku rakieta numer dwa swojego kraju.
W 1957 roku wygrała międzynarodowe mistrzostwa Francji, a rok później uległa w finale Zsuzsi Körmöczy. Jest również deblową mistrzynią tej imprezy z tego samego roku, w którym zdobyła tytuł singlowy. W 1958 roku zdobyła brakujący do kolekcji tytuł gry mieszanej French Open i tym samym zdobyła tytuły tego turnieju we wszystkich konkurencjach w ciągu dwóch lat. Finalistka deblowego Wimbledonu. Grała w Pucharze Wightman.
W 1959 poślubiła Chrisa Brashera. Para ma trójkę dzieci, między innymi córkę Kate Brasher, która w latach sześćdziesiątych dwudziestego wieku zawodowo uprawiała tenis ziemny.